# Ґреґ Джонстон (веслувальник)
Ґреґ Джонстон (англ. Greg Johnston, 16 травня 1959) — новозеландський академічний веслувальник.
Бронзовий призер Олімпійських Ігор 1988 року в складі розпашної четвірки зі стерновим, учасник 1984 року.
Срібний призер Ігор Співдружності 1986 року в складі розпашної четвірки зі стерновим.
Чемпіон світу 1983 року в складі розпашної четвірки зі стерновим, срібний призер 1979 (вісімки), 1986 (розпашні четвірки зі стерновим) років, бронзовий призер 1978 року в складі вісімки.